# Оџибва
Оџибве или Чипеве су староседеоци области Великих језера у Северној Америци. Заједно са Отавама, Алгонквинима, Потаватомијима, Ниписинзима и Мисисогама чине Анишинабе групу алгонквинских народа. Оџибвејски језик припада централој групи алгонквинских језика. Живе у Канади и САД и један су од највећих староседелачких народа северно од реке Рио Гранде. У Канади су други по бројности међу првим нацијама (староседеоцима), од њих су бројнији само Кри. Док су у САД четврти по бројности међу америчким домороцима, бројнији од њих су само Навахои, Чироки и Сијукси.
Већина Оџибва живи у Канади, где их има 180.963 (77.940 Оџибва у ужем смислу, 76.760 Султо Оџибва и Оџи-Кри (или Северни Оџибва) 26.263), организованих у 125 потплемена (енгл. bands), које живе од западног Квебека до источне Британске Колумбије. У САД према попису становништва из 2010. живело је 170.742 Оџибва.
Оџибве су познати по својим кануима од брезине коре, свицима од брезове коре, производњи и трговини бакром и гајењу дивљег пиринча. Њихово друштво Мидевивин је поштовано због улоге чувара свитака (у којима су детаљно описани разни догађаји), чувања усмених предања, песама, мапа, сећања, прича, геометрије и математике.

## Име
Њихов аутоним је Оџибве. Англизована верзија имена је „Оџибва” или „Оџибвеј”. Име „Чипева” је алтернативни англизовани облик. „Чипева” је чешће у употреби у САД, а „Оџибвеј” преовлађује у Канади, али оба термина се користе у обе земље.
Тачно значење имена Оџибва није познато; Постоји више теорија о пореклу имена: 
- Оџибвабве (/о/ + /џибв/ + /абве/), што значи „они који кувају док се набора”, што се односи на њихов начин прављења мокасина, чији је циљ да мокасине буду водоотпорне.[3] Према неким изворима из 19. века то име описује метод ритуалног мучења заробљених непријатеља који су Оџибве користиле.[4]
- Ожибиве (/о/ + /жиби/ + /иве/), што значи „они који чувају записе (о визијама)”, што се односи на њихове записе на брезовим свицима (писане сликовним писмом (пиктографи)) који се користе у светим обредима Мидевивин[5] или
- Оџибве (/о/ + /џиб/ + /ве/), што значи „они који говоре круто”\„они који муцају”, то је егзоним, име које су им наденули Кри, који описује разлику између њиховог и оџибванског језика.[6]

Због тога што су Оџибве раније насељавале област између Горњег језера и језера Хјурон, где Горње језеро истиче у језеро Хјурон (брзаци), које су француски колонисти звали Сул Сент Мари, први канадски досељеници су Оџибве називали Султо. Оџибве, које су се касније преселиле у преријске покрајине Канаде задржале су име Султо. Анишинабе, које су у првобитно биле насељене око реке Мисисоге, а затим населиле јужни Онтарио постали су познати под именом Мисисога. Данас се Мисисоге које су у прошлости сматране за посебан народ, често представљају као племе Оџибва (у Канади их има 8.770).

## Историја

### Пре контакта са Eвропљанима
Према усменим предањима Оџибва и према записима на брезиним свицима, Оџибве су пореклом са ушћа реке Сен Лорен на обали Атлантског океана, на територији данашњег Квебека. Они су трговали широм континента и знали су путеве којима је било могуће кретати се кануима ка северу, правцем запад-исток и на југ ка унутрашњости континента. До стварања свести о националном идентитету Оџибва је дошло као одговор на контакт са Европљанима. Европљани су више волели да сарађују са већим групама (народима) него са мањим групицама (племенима или селима), они су покушавали да идентификују ком су народу припадале мање групе на које су наишли и који поглавица представља цео народ, како би са њим могли да воде преговоре.
Према усменим предањима Оџибва, седам великих мигија (дугиних бића) су им се приказала у Вабанакингу (земљи зоре, односно источној земљи) да би их научила Мидевивин начину живота. Један од седам великих мигија је био превише духовно снажан и у Вабанакингу је убио људе који су били у његовом присуству. Шест других великих мигија остало је да их учи, док се седми вратио у океан. Шест мигија је створило тотеме (кланове) за људе на истоку, које  симболизује врста животиње, рибе или птице. Пет првобитних тотема Анишинабеа били су Вавазиси (Глава Бика), Басвенажи (Ждрал), Анавен (Патка ластарка), Нук (Медвед) и Музунси (Мали Лос), након тога и ових шест мигија се вратило у океан. Да седми миги није прерано отишао он би успоставио тотем Гром Птице.
Касније, један од ових мигија се појавио у визији да би објавио пророчанство. Он је предсказао да ако Анишинабе не крену даље на запад, неће моћи да сачувају свој традиционални начин живота, због доласка великог броја бледоликих досељеника који ће доћи са истока. Након добијања гаранција од своје „савезничке браће” (Микмака) и „оца” (Абенакија) да могу безбедно да крену ка унутрашњости континента, Анишинабе су кренуле на запад постепено се крећући реком Сен Лорен до реке Отава, затим до језера Ниписинг и на крају до Великих језера. Места на којима су се заустављали у току сеобе симболизује низ острва корњача.
Прво од малих острва корњача било је Мунија, где је створен град Мунијанг (данашњи Монтреал). „Друго месту заустављања” било је у области Вајанаг-гакабика (Нијагарини водопади). На својом „трећем месту заустављања”, недалеко од данашњег града Детроита  Анишинабе су се поделили на шест група, једна од њих су Оџибве.
Први значајни нови центар културе Оџибва био је њихово „четврто место заустављања” на Маниду Минисингу (острво Манитулин). Први нови политички центар био је њихово „пето место заустављања”, на њиховој садашњој територији у Бавитингу (Сул Сант Мари).
Настављајући своје ширење на запад, Оџибве су се поделиле на „Северни огранак”, који је населио северну обалу Горњег језера, и „Јужни огранак” који је населио јужну обалу Горњег језера.
Са даљим ширењем на запад, „Северни огранак” је подељен на „Западну групу” и „Јужну групу”. „Јужни огранак” и „Јужна група” „Северног огранка” су се ујединили на свом „шестом место заустављања” на острву Спирит, које се налази на ушћу реке Сент Луис у Горње језеро (ту се налазе данашњи градови Дулут и Супириор). Оџибве је ка месту где има хране изнад воде (дивљи пиринач) усмерио миги који се јавио у визији. Њихово друго велико насеље, које се зове „седмо место заустављања” је био Шогавомиконг на јужној обали Горњег језера, недалеко од данашњег Ла Поинта.
„Западна група” „Северног огранка” селила се дуж реке Рејни Ривер, Црвене реке Севера, и преко северних Великих равница све до Пацифичког северозапада. Током њихове сеобе на запад, они су наилазили на многе мигије,  као што је предвиђено у пророчанству.

### Након контакта са Европљанима
Први историјски помен Оџибва је у француском исусовском спису из 1640, у извештају мисионара свештеника који је послао својим надређенима у Француској. Захваљујући свом пријатељству са француским трговцима, Оџибве су дошле до оружја, почели су да употребљавају европске производе и почели су да надвладавају  своје традиционалне непријатеље, Лакота Сијуксе и Фоксе који су се налазили западно и јужно од њих. Они су потиснули Сијуксе са горњег тока реке Мисисипи ка области данашњих држава Јужне и Северне Дакоте и потиснули Фоксе ка југу из северног Висконсина. Фокси су затим ушли у савез са Сауцима због заштите.
До краја 18. века, Оџибве су контролисале скоро целу територију савремене америчке државе Мичиген, северни Висконсин и Минесоту, укључујући и велики део области око Црвене реке. Они су такође контролисали целу северну обалу језера Хјурон и Горњег језера са канадске стране и земљу даље на западу све до планина Т`рт`л маунт`нс у Северној Дакоти. У овој области, канадски Французи су их називали Оџибве или Султо.
Оџибве (Чипеве) су дуго били у савезу са два друга анишинабска народа Отава и Потаватоми. Савез је био познат по имену Савет три ватре. Они су се борили против Ирокеза, који су већим делом били насељени југоисточно од великих језера на територији данашње америчке државе Њујорк и против Сијукса који су се налазили западно од Оџибва. Оџибве су се прошириле ка истоку, освајањем земље дуж источне обале језера Хјурон и залива Џорџија.
Делимично због свог дуготрајног трговинског савеза са Французима, Оџибве су стале на страну Француске у Седмогодишњем рату (Француски и индијски рат) против Велике Британије и њених колониста. Након пораза у рату 1763. године Француска је била приморана да уступи Великој Британији своје колонијалне поседе у Канади и источно од реке Мисисипи у САД. Након Понтијаковог рата и прилагођавања британској колонијалној управи, Оџибве су у савезу са Великом Британијом ратовале против Сједињених Америчких Држава у Рату из 1812. Они су се надали да ће британском победом бити спречено масовно досељавање америчких досељеника.
Након рата, влада Сједињених Америчких Држава је покушала да насилно протера све Оџибве у Минесоту, западно од реке Мисисипи. Оџибве су пружиле отпор и дошло је до насиља. У Сенди Лејк масакру Американци су убили неколико стотина Оџибва. Захваљујући напорима поглавице Бизона и јачања јавног мњења у САД против протеривања Оџибва, мање групе („bands”) Оџибва које су живеле источно од Мисисипија су добиле дозволу да се врате на резервате на уступљеној територији. Неколико породица је протерано у Канзас у оквиру протеривања Потаватомија.
Оџибве су 1807. заједно са још три народа, Отава, Потаватоми и Вајандот, потписали споразум из Детроита. Споразумом између ових народа и територије Мичиген, предат је САД део југоисточног Мичигена и Охаја у близини реке Моми. Ова три народа су задржала мале џепове земље у оквиру територије Мичиген.
У Канади, многи споразуми о уступању земље између Велике Британије и Оџибва су предвиђали да Оџибве задрже право на лов, риболов и сакупљање природних ресурса након продаје земље. Влада је потписала многе споразуме у северозападном Онтариу, Манитоби, Саскачевану и Алберти. Британска Колумбија није имала потписане споразуме до краја 20. века.